# تسوچی‌اورا، ایباراکی
تسوچی‌اورا در استان ایباراکی در کشور ژاپن  واقع شده‌است  که دارای جمعیت ۱۴۳٬۹۸۶ نفر و مساحت ۱۱۳٫۸۲ کیلومتر مربع با تراکم جمعیت ۱٬۲۶۵  نفر در کیلومترمربع است و در تاریخ ۳ نوامبر ۱۹۴۰ به عنوان شهر شناخته شد.